# Stephen Graham Jones
Pour les articles homonymes, voir Jones.
Œuvres principales
- Mon cœur est une tronçonneuse
- Galeux
- Un bon indien est un indien mort

Stephen Graham Jones, né le 22 janvier 1972 à Midland au Texas, est un romancier et nouvelliste américain d'horreur et de policier. Il est amérindien et fait partie de la tribu des Blackfeet (Pieds-Noirs). Il est professeur à l'université de Boulder au Colorado.

## Biographie

### Enfance et études
Stephen Graham Jones est membre de la Première Nation américaine des Pikunis, l'une des trois tribus qui composent la Confédération des Pieds-Noirs, dont le territoire s'étend de part et d'autre de la frontière entre le Canada et les États-Unis. À ce titre, il a d'ailleurs milité au sein de la Blackfeet Tribe of the Blackfeet Indian Reservation of Montana. Né cependant au Texas, dans le sud des États-Unis, Stephen Graham Jones a toujours été le seul autochtone dans les écoles qu'il a fréquentées enfant.
C'est adolescent, alors qu'il est au collège à Austin, qu'il découvre avec ses amis les slashers, ces films d'horreur dans lesquels un tueur élimine un à un les membres d'un même groupe et dont il s'inspirera ensuite dans ses romans.
Après le lycée, Stephen Graham Jones part étudier en Floride au milieu des années 1990.

### Carrière littéraire
S'il commence à publier dès le début des années 2000, ce n'est qu'après la parution de Un bon Indien est un Indien mort (The Only Good Indians), en 2020, que Stephen Graham Jones commence à connaitre le succès.

#### TrilogieThe Indian Lake
En 2021, il publie Mon cœur est une tronçonneuse (My Heart Is a Chainsaw). À l'origine pensé comme un roman indépendant, c'est sur les conseils de son éditeur, Joe Monti, que Stephen Graham Jones en a réécrit la fin pour l'inscrire dans une trilogie du genre slasher. Les personnages principaux de celle-ci, Jade Daniels et le tueur, sont tous deux issus des Premières Nations américaines. N'aie pas peur du faucheur (Don't Fear the Reaper), le deuxième tome de la série, parait en 2023.

## Œuvres

### TrilogieThe Lake Witch
1. Mon cœur est une tronçonneuse, Rivages, coll. « Rivages/Noir », 2023 ((en) My Heart Is a Chainsaw, 2021), trad. Fabienne Duvigneau, 480 p.  (ISBN 978-2-7436-6107-6)Prix Bram-Stoker du meilleur roman 2021, prix Locus du meilleur roman d'horreur 2022 et prix Shirley-Jackson du meilleur roman 2021
2. N'aie pas peur du faucheur, Rivages, coll. « Rivages/Noir », 2024 ((en) Don't Fear the Reaper, 2023), trad. Carine Chichereau, 460 p.  (ISBN 978-2-7436-6467-1)Prix British Fantasy du meilleur roman d'horreur 2024
3. L'Ange d'Indian Lake, Rivages, coll. « Rivages/Noir », 2025 ((en) The Angel of Indian Lake, 2024), trad. Carine Chichereau, 455 p.  (ISBN 978-2-7436-6836-5)À paraître le 8 octobre 2025

### Romans indépendants
- (en) The Fast Red Road, 2000
- (en) All the Beautiful Sinners, 2003
- (en) The Bird is Gone, 2003
- (en) Demon Theory, 2006
- (en) The Long Trial of Nolan Dugatti, 2008
- (en) Ledfeather, 2008
- (en) It Came from Del Rio, 2010
- (en) The Last Final Girl, 2012
- (en) Zombie Bake-Off, 2012
- (en) Growing Up Dead in Texas, 2012
- (en) The Least of My Scars, 2013
- (en) Flushboy, 2013
- (en) States of Grace, 2014
- (en) Not for Nothing, 2014
- (en) The Gospel of Z, 2014
- (en) Floating Boy and the Girl Who Couldn't Fly, 2014Écrit avec Paul Tremblay.
- Galeux, La Volte, 2020 ((en) Mongrels, 2016), trad. Mathilde Montier, 368 p.  (ISBN 978-2-37049-090-2)Réédition, Pocket, coll. « Imaginaire » no 7324, 400 p. (ISBN 978-2-266-32410-6)
- (en) Mapping the Interior, 2017Prix Bram-Stoker de la meilleure nouvelle longue 2017
- (en) Night of the Mannequins, 2020Prix Bram-Stoker de la meilleure nouvelle longue 2020 et prix Shirley-Jackson du meilleur roman court 2020
- Un bon Indien est un Indien mort, Rivages, coll. « Rivages/Noir », 2022 ((en) The Only Good Indians, 2020), trad. Jean Esch, 352 p.  (ISBN 978-2-7436-5621-8)Prix Bram-Stoker du meilleur roman 2020, prix Shirley-Jackson du meilleur roman 2020 et prix Alex 2021
- (en) I Was A Teenage Slasher, 2024
- (en) The Buffalo Hunter Hunter, 2025

### Recueils de nouvelles
- (en) Bleed into Me, 2005
- (en) The Ones that Got Away, 2011
- (en) Three Miles Past, 2013
- (en) Zombie Sharks with Metal Teeth, 2013
- (en) After the People Lights Have Gone Off, 2014
- (en) Killer on the Road / The Babysitter Lives, 2025